# Партизански отряд „Петър Момчилов“
Партизански отряд „Петър Момчилов“ е формирование в Шеста Ямболска въстаническа оперативна зона на НОВА по време на партизанското движение в България (1941-1944). Действа в района на Елхово и Тополовград.
Първите партизани излизат в нелегалност през юни 1943 г. Формират Елховската партизанска група. Командир на групата е Петър Момчилов. На 23 август 1943 г. води престрелка с полицейско подразделение, при която загива командирът Петър Момчилов.
След възстановяване и прегрупиране прераства в отряд. Приема името на загиналия командир Петър Момчилов. Командир на отряда е Янчо Кирчев, политкомисар Борис Киров.
Едновременно през юни 1943 г. се създава Младежката партизанска чета в района на Карнобат и Грудово. Командир на четата е Георги Калчев. Взаимодейства с Партизански отряд „Петър Момчилов“.
На 13-15 декември 1943 г. води бой с правителствени части, при който загиват 14 партизани. През пролетта и лятото на 1944 г. провеждат акции в мина „Крумово“, с. Каменна река, с. Гюлово и с. Скалица.
На 9 септември 1944 г. установява властта на ОФ в с. Овчи Кладенец, с. Гълъбинци, с. Болярско, с. Бояджик, с. Савино, с. Каменна река, с. Голям манастир, с. Скалица, с. Чукарово и с. Синапово.